# Montes Recti
Los Montes Recti  (Montes Rectos) son un macizo montañoso de la Luna  que emerge del norte del Mare Imbrium. El nombre fue puesto por el astrónomo británico William Radcliffe Birt (1804-1881) en alusión a la forma rectilínea del macizo, siendo aprobado por la Unión Astronómica Internacional en 1961.
El macizo tiene 83.24 km de longitud y 20 km de anchura, con una altura máxima de 1800 m. En la parte oriental de la montaña se encuentra incrustado un pequeño cráter de 7.31 km de diámetro, llamado Montes Recti B.
Hacia el este se encuentran los Montes Teneriffe y el Mons Pico, y más alejados, al sureste, los Montes Spitzbergen. Estas montañas junto con los Montes Recti constituyen algunos de los fragmentos supervivientes del anillo interior de un conjunto original de tres formados por el impacto que causó la formación de la cuenca del Mare Imbrium hace unos 3850 millones de años.